# Romaniwka (rejon pokrowski)
Romaniwka (ukr. Романівка) – wieś na Ukrainie, w obwodzie donieckim, w rejonie pokrowskim, w hromadzie Marjinka. W 2001 liczyła 109 mieszkańców.